# Juha Rehula
Juha Tapani Rehula (ur. 3 czerwca 1963 w Holloli) – fiński polityk, samorządowiec, wieloletni deputowany, minister spraw społecznych i zdrowia od 2010 do 2011, minister opieki socjalnej od 2015 do 2017.

## Życiorys
W 1986 uzyskał kwalifikacje zawodowe w zakresie zarządzania. W 1990 ukończył studia z zakresu nauk społecznych na Uniwersytecie w Tampere.
Pracował jako kontroler w administracji gminy Valkeala, następnie prowadził własną działalność gospodarczą. Od 1995 do 1996 był sekretarzem miejskim gminy Pukkila, a później przez trzy lata dyrektorem administracyjnym gminy Padasjoki. Od 1985 wybierany do rady gminnej swej rodzinne miejscowości, był jej przewodniczącym w latach 1997–1998 i ponownie od 2001. Przez kilka lat stał na czele regionalnej federacji sportowej.
Zaangażował się w działalność Partii Centrum. W 1996 uzyskał po raz pierwszy mandat posła do Eduskunty. Z powodzeniem ubiegał się o reelekcję w kolejnych wyborach w 1999, 2003, 2007, 2011 i 2015.
24 maja 2010 został ministrem spraw społecznych i zdrowia w rządzie Mattiego Vanhanena. Utrzymał zajmowane stanowisko również w powołanym 22 czerwca 2010 gabinecie Mari Kiviniemi (do 22 czerwca 2011). 29 maja 2015 wszedł w skład nowego gabinetu Juhy Sipili jako minister opieki socjalnej. Zakończył pełnienie tej funkcji 10 lipca 2017.